# SK Austria Kärnten
Az Austria Kärnten egy osztrák labdarúgóklub, melynek székhelye karintiai Klagenfurtban található. A klubot 2007. június 1-jén hozták létre, miután megvette az ASKÖ Pasching Bundesliga-licencét.

## Játékosok

### A klub magyar labdarúgói
- Kabát Péter
- Pusztai Olivér

## Külső hivatkozások
- Hivatalos honlap (németül)